# Mimi Craven
Mimi Craven (* 28. September 1957 in Indianapolis, Indiana als Millicent Eleanor Meyer) ist eine US-amerikanische Schauspielerin und Fotografin.

## Leben
Craven absolvierte die Indiana University, an der sie Tanz (Ballett) als Hauptfach studierte. Sie betätigte sich zunächst als Tanzlehrerin in Indiana und Texas sowie als Flugbegleiterin und lernte dann den Filmschaffenden Wes Craven kennen. Das Paar heiratete 1982, woraufhin Craven in Los Angeles eine Karriere als Schauspielerin einschlug.
Ihr Leinwanddebüt gab sie 1982 als Anton Arcanes Sekretärin in Wes Cravens Das Ding aus dem Sumpf. Weitere Auftritte in Kinofilmen verschiedener Regisseure folgten, so etwa in Normality (1988), Mikey (1992), Last Gasp – Der Todesfluch (1995), Eiskalte Umarmung (1995) und Daddy’s Girl (1996). Ebenfalls war sie als Gastdarstellerin in mehreren Fernsehserien zu sehen, zu denen unter anderem Seinfeld (1992) und Star Trek: Raumschiff Voyager (1999) gehörten. Seit ihrer letzten Kinofilmrolle als Ruth Wendorf in John Webbs 2002 erschienenen Horrordrama Vampire Clan – Vom Blut berauscht, trat sie nicht mehr als Schauspielerin in Erscheinung.
Craven ist seit den späten 1990er-Jahren auch als Fotografin aktiv. Sie studierte für diesen Beruf an der University of California und begann dann Prominente, Künstler und andere Persönlichkeiten des öffentlichen Lebens wie etwa Sharon Stone, Sam Elliott und Sasha Alexander abzulichten. Ihre Fotografien erschienen in etlichen US-amerikanischen Zeitschriften wie der Movieline, der Us Weekly und der People, sowie auch in der französischen Illustrierten Paris Match, in der deutschen Frauenzeitschrift InStyle und in dem britischen Magazin Hello!. Auch wurden ihre Fotos für mehrere Filmplakate verwendet, so etwa von Sony Pictures für Gloria und Good Vibrations – Sex vom anderen Stern sowie von Paramount Pictures für Bless This Child. Zudem bebilderte sie Sharon Stones Buchwerk Something to Hold, das von dem Schutzengel in einem jeden Menschen berichtet.
Craven war von 1982 bis 1987 mit dem Filmschaffenden Wes Craven verheiratet. Eine weitere Ehe hatte sie mit dem Schauspieler J.D. Hinton.

## Filmografie
- 1982: Das Ding aus dem Sumpf (Swamp Thing)
- 1984: Nightmare – Mörderische Träume (A Nightmare on Elm Street)
- 1985: Chiller – Kalt wie Eis (Chiller, Fernsehfilm)
- 1985: Unbekannte Dimensionen (The Twilight Zone, Fernsehserie, Folge 1x2)
- 1988: Die Schöne und das Biest (Beauty and the Beast, Fernsehserie, Folge 1x22)
- 1988: Normality
- 1990: Jake und McCabe – Durch dick und dünn (Jake and the Fatman, Fernsehserie, eine Folge)
- 1991: Twilight (Servants of Twilight)
- 1991: Dream On (Fernsehserie, Folge 2x4)
- 1992: Timescape
- 1992: Mikey
- 1992: Seinfeld (Fernsehserie, Folge 4x6)
- 1992: Inside Out IV
- 1993: Eden (Fernsehserie)
- 1993: Ein Strauß Töchter (Sisters, Fernsehserie, Folge 3x21)
- 1993: L.A. Law – Staranwälte, Tricks, Prozesse (L.A. Law, Fernsehserie, Folge 8x2)
- 1993: Palm Beach-Duo (Silk Stalkings, Fernsehserie, Folge 3x6)
- 1994: Mission Open Fire (Open Fire)
- 1995: Die Schlampe – Karriere um jeden Preis (The Secretary, Fernsehfilm)
- 1995: Last Gasp – Der Todesfluch (Last Gasp)
- 1995: Nowhere Man – Ohne Identität! (Nowhere Man, Fernsehserie, Folge 1x2)
- 1995: Eiskalte Umarmung (Midnight Heat)
- 1996: Last Dance
- 1996: Daddy’s Girl
- 1997: Bad Cops – Rache ohne Gnade (Dog Watch)
- 1997: Just Write – Alles aus Liebe (Just Write)
- 1999: Martial Law – Der Karate-Cop (Martial Law, Fernsehserie, Folge 1x16)
- 1999: Star Trek: Raumschiff Voyager (Star Trek: Voyager, Fernsehserie, Folge 6x07: Die Zähne des Drachen)
- 2001: Emergency Room – Die Notaufnahme (ER, Fernsehserie, Folge 8x2)
- 2002: Vampire Clan – Vom Blut berauscht (Vampire Clan)
- 2021: Monster Manor 1313 (Fernsehserie, Folge 1x18)
- 2022: Submerge: Galaxy of Subversion (Kurzfilm)